# رادووان برنکوس
رادووان برنکوس (انگلیسی: Radovan Brenkus؛ زادهٔ ۳۰ ژانویهٔ ۱۹۷۴) نویسنده، شاعر، منتقد ادبی، و مترجم اهل کشور اسلواکی است.